# Andrus Murumets
Andrus Murumets (ur. 20 lipca 1978, Ahja, prowincja Põlva) – estoński trójboista siłowy i profesjonalny strongman.
Najlepszy estoński strongman w historii tego sportu. Jeden z najlepszych, światowych siłaczy. Wielokrotny Mistrz Estonii Strongman. Wicemistrz Europy IFSA Strongman 2007.

## Życiorys
Andrus Murumets w wieku piętnastu lat rozpoczął treningi siłowe, w wieku dwudziestu lat zadebiutował jako siłacz. Zdobył mistrzostwo Estonii w trójboju siłowym. Pracował jako funkcjonariusz estońskiej policji.
Wziął udział czterokrotnie w indywidualnych Mistrzostwach Świata Strongman, w latach 2005 (IFSA), 2006 (IFSA), 2007 (IFSA) i 2009. W Mistrzostwach Świata Strongman 2009 nie zakwalifikował się do finału.
Trzykrotnie wziął udział w elitarnych zawodach siłaczy Arnold Strongman Classic, rozgrywanych w Columbus (USA), w latach 2007, 2008 i 2009. Dwukrotnie wziął udział w prestiżowych zawodach Fortissimus, rozgrywanych w Kanadzie, w 2008 i 2009 r. Nie uczestniczył w Mistrzostwach Estonii Strongman 2008 w wyniku kontuzji. Zdobył tytuł Mistrza Ligi Mistrzów Strongman za rok 2009. Nie wziął udziału w Mistrzostwach Estonii Strongman 2010, z powodu przerwy regeneracyjnej.
Był zrzeszony w federacji IFSA i sklasyfikowany na 5. pozycji.
Mieszka w Tallinnie.
Klasyfikacja w indywidualnych Mistrzostwach Europy Strongman:
| Rok     | 2005 IFSA | 2007 IFSA |
| ------- | --------- | --------- |
| Pozycja |           |           |

Wymiary:
- wzrost 188 cm
- waga 143 - 147 kg
- biceps 52 cm
- klatka piersiowa 140 cm
- talia 100 cm.

Rekordy życiowe:
- przysiad 385 kg
- wyciskanie 235 kg
- martwy ciąg 410 kg

## Osiągnięcia strongman
- 2002
  - 1. miejsce - Mistrzostwa Estonii Strongman
- 2003
  - 2. miejsce - Mistrzostwa Estonii Strongman
- 2004
  - 2. miejsce - Mistrzostwa Estonii Strongman
- 2005
  - 1. miejsce - Mistrzostwa Estonii Strongman
  - 3. miejsce - Mistrzostwa Europy IFSA Strongman 2005
  - 4. miejsce - Mistrzostwa Świata IFSA Strongman 2005
- 2006
  - 1. miejsce - Mistrzostwa Estonii Strongman
  - 5. miejsce - Mistrzostwa Świata IFSA Strongman 2006
- 2007
  - 3. miejsce - Arnold Strongman Classic
  - 1. miejsce - Mistrzostwa Estonii Strongman
  - 2. miejsce - Mistrzostwa Europy IFSA Strongman 2007
  - 5. miejsce - Mistrzostwa Świata IFSA Strongman 2007
  - 5. miejsce - Drużynowe Mistrzostwa Świata Par Strongman 2007
- 2008
  - 4. miejsce - Arnold Strongman Classic
  - 5. miejsce - Liga Mistrzów Strongman 2008: Ryga
  - 3. miejsce - Liga Mistrzów Strongman 2008: Subotica
  - 2. miejsce - Liga Mistrzów Strongman 2008: Varsseveld
  - 1. miejsce - Liga Mistrzów Strongman 2008: Sofia
  - 9. miejsce - Fortissimus (kontuzjowany)
- 2009
  - 7. miejsce - Arnold Strongman Classic
  - 2. miejsce - Liga Mistrzów Strongman 2009: Subotica
  - 1. miejsce - Liga Mistrzów Strongman 2009: Ideapark
  - 1. miejsce - Liga Mistrzów Strongman 2009: Bratysława
  - 7. miejsce - Fortissimus 2009
  - 1. miejsce - Mistrzostwa Estonii Strongman